# Diskografie Deep Purple
Toto je diskografie anglické hard rockové skupiny Deep Purple.

## Studiová alba
| 1968               | Shades of Deep Purple - Vydáno: 1968 - Label: Tetragrammaton - Format: LP                     | —  | —  | 24  |                                    | Mk I (1968-1969) - Rod Evans - zpěv - Ritchie Blackmore - kytara - Nick Simper - baskytara, doprovodný zpěv - Jon Lord - varhany, doprovodný zpěv - Ian Paice - bicí                                     |
| 1968               | The Book of Taliesyn - Vydáno: 1968 - Label: Tetragrammaton - Format: LP                      | —  | —  | 54  |                                    | Mk I (1968-1969) - Rod Evans - zpěv - Ritchie Blackmore - kytara - Nick Simper - baskytara, doprovodný zpěv - Jon Lord - varhany, doprovodný zpěv - Ian Paice - bicí                                     |
| 1969               | Deep Purple - Vydáno: 1969 - Label: Tetragrammaton - Format: LP                               | —  | —  | 162 |                                    | Mk I (1968-1969) - Rod Evans - zpěv - Ritchie Blackmore - kytara - Nick Simper - baskytara, doprovodný zpěv - Jon Lord - varhany, doprovodný zpěv - Ian Paice - bicí                                     |
| 1970               | Deep Purple in Rock - Vydáno: 1970 - Label: Harvest - Format: LP, audiokazeta                 | 4  | —  | 143 | US: Zlato UK: Stříbro              | Mk II (1969-1973) - Ian Gillan - zpěv, harmonika, perkuse - Ritchie Blackmore - kytara - Roger Glover - baskytara - Jon Lord - klávesy - Ian Paice - bicí                                                |
| 1971               | Fireball - Vydáno: 1971 - Label: Harvest - Format: LP, audiokazeta                            | 1  | —  | 32  | US: Zlato                          | Mk II (1969-1973) - Ian Gillan - zpěv, harmonika, perkuse - Ritchie Blackmore - kytara - Roger Glover - baskytara - Jon Lord - klávesy - Ian Paice - bicí                                                |
| 1972               | Machine Head - Vydáno: 1972 - Label: Harvest - Format: LP, audiokazeta                        | 1  | —  | 7   | US: 2× Platina UK: Zlato           | Mk II (1969-1973) - Ian Gillan - zpěv, harmonika, perkuse - Ritchie Blackmore - kytara - Roger Glover - baskytara - Jon Lord - klávesy - Ian Paice - bicí                                                |
| 1973               | Who Do We Think We Are - Vydáno: 1973 - Label: Purple - Format: LP, audiokazeta               | 4  | —  | 15  | US: Zlato                          | Mk II (1969-1973) - Ian Gillan - zpěv, harmonika, perkuse - Ritchie Blackmore - kytara - Roger Glover - baskytara - Jon Lord - klávesy - Ian Paice - bicí                                                |
| 1974               | Burn - Vydáno: 1974 - Label: Purple - Format: LP, audiokazeta                                 | 3  | —  | 9   | US: Gold UK: Zlato                 | Mk III (1973-1975) - David Coverdale - zpěv - Ritchie Blackmore - kytara - Glenn Hughes - baskytara - Jon Lord - klávesy - Ian Paice - bicí, perkuse                                                     |
| 1974               | Stormbringer - Vydáno: 1974 - Label: Purple - Format: LP, audiokazeta                         | 6  | —  | 20  | US: Zlato UK: Stříbro              | Mk III (1973-1975) - David Coverdale - zpěv - Ritchie Blackmore - kytara - Glenn Hughes - baskytara - Jon Lord - klávesy - Ian Paice - bicí, perkuse                                                     |
| 1975               | Come Taste the Band - Vydáno: 1975 - Label: Purple - Format: LP, audiokazeta                  | 19 | —  | 43  | UK: Stříbro                        | Mk IV (1975-1976) - David Coverdale - zpěv - Tommy Bolin - kytara, zpěv, baskytara, piáno - Glenn Hughes - baskytara, zpěv - Jon Lord - varhany, syntezátor, doprovodný zpěv - Ian Paice - bicí, perkuse |
| 1984               | Perfect Strangers - Vydáno: 1984 - Label: Polydor Records - Format: LP, audiokazeta           | 5  | 1  | 17  | US: Platina UK: Zlato CAN: Platina | Mk II (obnovení, 1984-1989) - Ian Gillan - zpěv, harmonika, perkuse - Ritchie Blackmore - kytara - Roger Glover - baskytara, syntezátor - Jon Lord - varhany, piáno - Ian Paice - bicí                   |
| 1987               | The House of Blue Light - Vydáno: 1987 - Label: Polydor Records - Format: LP, audiokazeta, CD | 10 | 3  | 34  | UK: Silver CAN: Zlato              | Mk II (obnovení, 1984-1989) - Ian Gillan - zpěv, harmonika, perkuse - Ritchie Blackmore - kytara - Roger Glover - baskytara, syntezátor - Jon Lord - varhany, piáno - Ian Paice - bicí                   |
| 1990               | Slaves and Masters - Vydáno: 1990 - Label: BMG - Format: LP, audiokazeta, CD                  | 45 | 5  | 87  |                                    | Mk V (1989-1992) - Joe Lynn Turner - zpěv - Ritchie Blackmore - kytara - Roger Glover - baskytara - Jon Lord - klávesy - Ian Paice - bicí                                                                |
| 1993               | The Battle Rages On... - Vydáno: 1993 - Label: BMG - Format: LP, audiokazeta, CD              | 21 | 7  | 192 |                                    | Mk II (obnovení, 1992-1993) - Ian Gillan - zpěv, harmonika, perkuse - Ritchie Blackmore - kytara - Roger Glover - baskytara - Jon Lord - klávesy - Ian Paice - bicí                                      |
| 1996               | Purpendicular - Vydáno: 1996 - Label: Phantom Records - Format: audiokazeta, CD               | 58 | 17 | —   |                                    | Mk VI (1994-2002) - Ian Gillan - zpěv, harmonika, perkuse - Steve Morse - kytara - Roger Glover - baskytara - Jon Lord - klávesy - Ian Paice - bicí                                                      |
| 1998               | Abandon - Vydáno: 1998 - Label: CMC International - Format: audiokazeta, CD                   | 76 | 46 | —   |                                    | Mk VI (1994-2002) - Ian Gillan - zpěv, harmonika, perkuse - Steve Morse - kytara - Roger Glover - baskytara - Jon Lord - klávesy - Ian Paice - bicí                                                      |
| 2003               | Bananas - Vydáno: 2003 - Label: Sanctuary - Format: CD                                        | 85 | 13 | —   |                                    | Mk VII (2002-dosud) - Ian Gillan - zpěv, harmonika, perkuse - Steve Morse - kytara - Roger Glover - baskytara - Don Airey - klávesy - Ian Paice - bicí                                                   |
| 2005               | Rapture of the Deep - Vydáno: 2005 - Label: Edeltone - Format: CD                             | 81 | 16 | —   |                                    | Mk VII (2002-dosud) - Ian Gillan - zpěv, harmonika, perkuse - Steve Morse - kytara - Roger Glover - baskytara - Don Airey - klávesy - Ian Paice - bicí                                                   |
| 2013               | Now What?! - Vydáno: 2013 - Label: Edel/earMUSIC - Format: CD, LP                             | —  | —  | —   |                                    | Mk VII (2002-dosud) - Ian Gillan - zpěv, harmonika, perkuse - Steve Morse - kytara - Roger Glover - baskytara - Don Airey - klávesy - Ian Paice - bicí                                                   |
| "—" neumístilo se. |                                                                                               |    |    |     |                                    | |

## Koncertní alba
| Nahráno | Vydáno         | Název | Pozice | Pozice | Certifikáty           | Sestava |
| Nahráno | Vydáno         | Název | UK     | US     | Certifikáty           | Sestava |
| --- | -------------- | --- | ------ | ------ | --------------------- | --- |
| 1968 | 2002           | Inglewood - Live in California |        |        |                       | Mk I (1968-1969) - Rod Evans - zpěv - Ritchie Blackmore - kytara - Nick Simper - baskytara, doprovodný zpěv - Jon Lord - varhany, doprovodný zpěv - Ian Paice - bicí                                     |
| 1969 | 1969           | Concerto for Group and Orchestra |        |        |                       | Mk II (1969-1973) - Ian Gillan - zpěv, harmonika, perkuse - Ritchie Blackmore - kytara - Roger Glover - baskytara - Jon Lord - klávesy - Ian Paice - drum                                                |
| 1969 | 2004 2006      | Kneel & Pray Live in Montreux 69 |        |        |                       | Mk II (1969-1973) - Ian Gillan - zpěv, harmonika, perkuse - Ritchie Blackmore - kytara - Roger Glover - baskytara - Jon Lord - klávesy - Ian Paice - drum                                                |
| 1970 | 2001 2005      | Space Vol 1 & 2 Live in Aachen 1970                                                                                                 |        |        |                       | Mk II (1969-1973) - Ian Gillan - zpěv, harmonika, perkuse - Ritchie Blackmore - kytara - Roger Glover - baskytara - Jon Lord - klávesy - Ian Paice - drum                                                |
| 1970 | 1993           | Gemini Suite Live |        |        |                       | Mk II (1969-1973) - Ian Gillan - zpěv, harmonika, perkuse - Ritchie Blackmore - kytara - Roger Glover - baskytara - Jon Lord - klávesy - Ian Paice - drum                                                |
| 1970 | 1988 2005      | Scandinavian Nights Live in Stockholm                                                                                               |        |        |                       | Mk II (1969-1973) - Ian Gillan - zpěv, harmonika, perkuse - Ritchie Blackmore - kytara - Roger Glover - baskytara - Jon Lord - klávesy - Ian Paice - drum                                                |
| 1970-72 | 1980           | Deep Purple in Concert | 30     |        |                       | Mk II (1969-1973) - Ian Gillan - zpěv, harmonika, perkuse - Ritchie Blackmore - kytara - Roger Glover - baskytara - Jon Lord - klávesy - Ian Paice - drum                                                |
| 1972 | 2004           | Denmark 1972 |        |        |                       | Mk II (1969-1973) - Ian Gillan - zpěv, harmonika, perkuse - Ritchie Blackmore - kytara - Roger Glover - baskytara - Jon Lord - klávesy - Ian Paice - drum                                                |
| 1972 | 1972 1993      | Made in Japan Live in Japan | 16     | 6      | US: Platina UK: Zlato | Mk II (1969-1973) - Ian Gillan - zpěv, harmonika, perkuse - Ritchie Blackmore - kytara - Roger Glover - baskytara - Jon Lord - klávesy - Ian Paice - drum                                                |
| 1974 | 1996 2004      | California Jamming Just Might Take Your Life                                                                                        |        |        |                       | Mk III (1973-1975) - David Coverdale - zpěv - Ritchie Blackmore - kytara - Glenn Hughes - baskytara, zpěv - Jon Lord - klávesy - Ian Paice - bicí, perkuse                                               |
| 1974 | 2004 2007      | Perks and Tit Live in San Diego 1974                                                                                                |        |        |                       | Mk III (1973-1975) - David Coverdale - zpěv - Ritchie Blackmore - kytara - Glenn Hughes - baskytara, zpěv - Jon Lord - klávesy - Ian Paice - bicí, perkuse                                               |
| 1974 | 1982           | Live in London | 23     |        |                       | Mk III (1973-1975) - David Coverdale - zpěv - Ritchie Blackmore - kytara - Glenn Hughes - baskytara, zpěv - Jon Lord - klávesy - Ian Paice - bicí, perkuse                                               |
| 1975 | 1976 1996 2001 | Made in Europe Mk III: The Final Concerts Live in Paris 1975                                                                        | 12     | 148    |                       | Mk III (1973-1975) - David Coverdale - zpěv - Ritchie Blackmore - kytara - Glenn Hughes - baskytara, zpěv - Jon Lord - klávesy - Ian Paice - bicí, perkuse                                               |
| 1975 | 1977 2001      | Last Concert in Japan This Time Around: Live in Tokyo                                                                               |        |        |                       | Mk IV (1975-1976) - David Coverdale - zpěv - Tommy Bolin - kytara, zpěv, baskytara, piáno - Glenn Hughes - baskytara, zpěv - Jon Lord - varhany, syntezátor, doprovodný zpěv - Ian Paice - bicí, perkuse |
| 1976 | 1995 2000      | (US) King Biscuit Flower Hour Presents: Deep Purple in Concert (UK) On the Wings of a Russian Foxbat Deep Purple: Extended Versions |        |        |                       | Mk IV (1975-1976) - David Coverdale - zpěv - Tommy Bolin - kytara, zpěv, baskytara, piáno - Glenn Hughes - baskytara, zpěv - Jon Lord - varhany, syntezátor, doprovodný zpěv - Ian Paice - bicí, perkuse |
| 1985 | 1991           | In the Absence of Pink: Knebworth 85                                                                                                |        |        |                       | Mk II (reunited, 1984-1989) - Ian Gillan - zpěv, harmonika, perkuse - Ritchie Blackmore - kytara - Roger Glover - baskytara, syntezátor - Jon Lord - varhany, piáno - Ian Paice - bicí                   |
| 1987 | 1988           | Nobody's Perfect | 38     | 105    |                       | Mk II (reunited, 1984-1989) - Ian Gillan - zpěv, harmonika, perkuse - Ritchie Blackmore - kytara - Roger Glover - baskytara, syntezátor - Jon Lord - varhany, piáno - Ian Paice - bicí                   |
| 1993 | 1994 2006 2007 | Come Hell or High Water Live in Europe 1993 (4CD-set, o rok později vydáno samostatně): Live in Stuttgart 1993 Live at the NEC 1993 | 29     |        |                       | Mk II (obnovení, 1992-1993) - Ian Gillan - zpěv, harmonika, perkuse - Ritchie Blackmore - kytara - Roger Glover - baskytara - Jon Lord - klávesy - Ian Paice - bicí                                      |
| 1996 | 1997           | Live at the Olympia '96 | 183    |        |                       | Mk VII (1994-2002) - Ian Gillan - zpěv, harmonika, perkuse - Steve Morse - kytara - Roger Glover - baskytara - Jon Lord - klávesy - Ian Paice - bicí                                                     |
| 1996 | 2004           | Live Encounters.... |        |        |                       | Mk VII (1994-2002) - Ian Gillan - zpěv, harmonika, perkuse - Steve Morse - kytara - Roger Glover - baskytara - Jon Lord - klávesy - Ian Paice - bicí                                                     |
| 1996 | 2006           | Live at Montreux 1996 |        |        |                       | Mk VII (1994-2002) - Ian Gillan - zpěv, harmonika, perkuse - Steve Morse - kytara - Roger Glover - baskytara - Jon Lord - klávesy - Ian Paice - bicí                                                     |
| 1999 | 1999           | Total Abandon: Australia '99 |        |        |                       | Mk VII (1994-2002) - Ian Gillan - zpěv, harmonika, perkuse - Steve Morse - kytara - Roger Glover - baskytara - Jon Lord - klávesy - Ian Paice - bicí                                                     |
| 1999 | 2000           | Live at the Royal Albert Hall |        |        |                       | Mk VII (1994-2002) - Ian Gillan - zpěv, harmonika, perkuse - Steve Morse - kytara - Roger Glover - baskytara - Jon Lord - klávesy - Ian Paice - bicí                                                     |
| 2000 | 2001           | Live at the Rotterdam Ahoy |        |        |                       | Mk VII (1994-2002) - Ian Gillan - zpěv, harmonika, perkuse - Steve Morse - kytara - Roger Glover - baskytara - Jon Lord - klávesy - Ian Paice - bicí                                                     |
| 2001 | 2001           | The Soundboard Series |        |        |                       | Mk VII (1994-2002) - Ian Gillan - zpěv, harmonika, perkuse - Steve Morse - kytara - Roger Glover - baskytara - Jon Lord - klávesy - Ian Paice - bicí                                                     |
| 2006 | 2007           | They All Came Down to Montreux |        |        |                       | |
| 2011 | 2011           | Live at Montreux 2011 (s orchestrem)                                                                                                |        |        |                       | |
| 2013 | 2013           | Now What?! Live Tapes |        |        |                       | |
| 2014 | 2014           | Celebrating Jon Lord at the Royal Albert Hall                                                                                       |        |        |                       | |
| \| Mk VIII (2002-dosud) - Ian Gillan - zpěv, harmonika, perkuse - Steve Morse - kytara - Roger Glover - baskytara - Don Airey - klávesy - Ian Paice - bicí |                | |        |        |                       | |

## DVD
Mk II
- Concerto for Group and Orchestra, 1969 (LP 1969, DVD 2003)
- Scandinavian Nights - Live in Denmark 1972, 1972 (vydáno 1988)
- Live in Concert 72/73, 1972/1973 (vydáno 2005) (RIAA: Zlato[6])

Mk III
- Live in California 74, 1974 (TV 1974, DVD, remasterováno, 2005)

Mk II, Reunited
- Come Hell or High Water, 1993 (DVD vydání 2001)

Mk VII
- Bombay Calling, 1995[7]
- Live at Montreux 1996, 1996
- Total Abandon: Live in Australia, 1999
- In Concert with the London Symphony Orchestra, 1999 (vydáno 2000)
- Perihelion, 2001
- Live Encounters, 2003
- Around The World Live (4 DVD box-set, vydáno 2008)

Mk VIII
- They All Came Down to Montreux
- Live At Montreux 2011

Mk I, Mk II, Mk III & Mk IV
- History, hits & highlights '68–'76, (vydáno 2009)

## Kompilace
- Purple Passages, září 1972; # 57 US
- Mark I & II, prosinec 1973
- 24 Carat Purple, červenec 1975; #14 UK/UK: Stříbro
- Powerhouse, 1977
- When We Rock, We Rock, and When We Roll, We Roll, 1978
- The Mark II Purple Singles, duben 1979; #24 UK
- Deepest Purple: The Very Best of Deep Purple, červenec 1980; #1 UK, #148 US/ US: Platina, UK: Zlato
- The Anthology, červen 1985; # 50 UK
- Knocking at Your Back Door: The Best of Deep Purple in the 80's, 1992
- The Deep Purple Singles A's and B's, leden 1993 (1968-1976)
- Progression, 1993
- The Collection,[8] 1997
- 30: Very Best of Deep Purple, říjen 1998; #39 UK UK: Zlato
- Smoke on the Water, 1998
- Purplexed, 1998
- Shades 1968–1998, 1999
- The Very Best of Deep Purple, 2000
- The 1975 California Rehearsals, volume 1 & 2, 2000
- Smoke On The Water & Other Hits, 2001
- Listen, Learn, Read On, October 29, 2002 (šestidiskový box set)
- Deep Purple: The Universal Masters Collection, 2003
- Winning Combinations: Deep Purple and Rainbow, 2003
- The Best of Deep Purple: Live in Europe, 2003
- Deep Purple: The Platinum Collection, 2005 #39 UK
- Deep Purple: Singles & E. P. Anthology '68 - '80, 2010
- Deep Purple Essential,[9] (2011)

## Box sety
- The Bootleg Series 1984-2000, 2000
  - Highway Stars, nahráno 1985
  - Thrid Night, nahráno 1985
  - Hungary Days, nahráno 1987
  - In Your Trousers, nahráno 1993
  - Purple Sunshine, nahráno 1995
  - Made in Japan 2000, nahráno 2000
- The Soundboard Series - Australian Tour 2001, 2001
  - Melbourne Rod Laver Arena March 9. 2001
  - Wollongong Entertainment Centre March 13, 2001
  - Newcastle Entertainment Centre March 14, 2001
  - Hong Kong Coliseum March 20, 2001
  - Tokyo March 24. 2001 (with Orchestra & Ronnie James Dio)
  - Tokyo March 25. 2001 (with Orchestra & Ronnie James Dio)

## Tribute alba
- Smoke on the Water: A Tribute, 1994
- Deep Purple Tribute, 2002

## Singly
| 1968                                                     | "Hush"                                                                                               | —  | 4  | —  | —  |           | Shades of Deep Purple   |
| 1968                                                     | "Kentucky Woman"                                                                                     | —  | 38 | —  | —  |           | The Book of Taliesyn    |
| 1969                                                     | "River Deep - Mountain High"                                                                         | —  | 53 | —  | —  |           | The Book of Taliesyn    |
| 1969                                                     | "Emmaretta"                                                                                          | —  | —  | —  | —  |           | Deep Purple             |
| 1969                                                     | "Hallelujah"                                                                                         | —  | —  | —  | —  |           |                         |
| 1970                                                     | "Black Night"                                                                                        | 2  | 66 | —  | 11 |           |                         |
| 1970                                                     | "Child in Time"                                                                                      | —  | —  | —  | 10 |           | Deep Purple in Rock     |
| 1971                                                     | "Strange Kind of Woman"                                                                              | 8  | —  | —  | —  |           |                         |
| 1971                                                     | "Fireball"                                                                                           | 15 | —  | —  | 25 |           | Fireball                |
| 1972                                                     | "Never Before"                                                                                       | 35 | —  | —  | —  |           | Machine Head            |
| 1973                                                     | "Smoke on the Water"                                                                                 | 21 | 4  | —  | 12 | US: Zlato | Machine Head            |
| 1973                                                     | "Woman from Tokyo"                                                                                   | —  | 60 | —  | 8  |           | Who Do We Think We Are  |
| 1974                                                     | "Might Just Take Your Life"                                                                          | —  | 91 | —  | —  |           | Burn                    |
| 1977                                                     | New Live and Rare EP (obsahuje nevydanou koncertní verzi písně "Black Night" z roku 1970)            | 31 | —  | —  | —  |           |                         |
| 1978                                                     | New Live and Rare EP II                                                                              | 45 | —  | —  | —  |           |                         |
| 1980                                                     | "Black Night" (reedice)                                                                              | 43 | —  | —  | —  |           |                         |
| 1980                                                     | New Live and Rare EP III (obsahuje nevydanou koncertní verzi písně "Smoke on the Water" z roku 1972) | 48 | —  | —  | —  |           |                         |
| 1985                                                     | "Knocking at Your Back Door"                                                                         | —  | 61 | 7  | —  |           | Perfect Strangers       |
| 1985                                                     | "Perfect Strangers"                                                                                  | 48 | —  | 12 | —  |           | Perfect Strangers       |
| 1985                                                     | "Knocking at Your Back Door / Perfect Strangers"                                                     | 68 | —  | —  | —  |           | Perfect Strangers       |
| 1987                                                     | "Call of the Wild"                                                                                   | 92 | —  | 14 | —  |           | The House of Blue Light |
| 1988                                                     | "Hush" (nově nahráno)                                                                                | 62 | —  | —  | —  |           | Nobody's Perfect        |
| 1990                                                     | "King of Dreams"                                                                                     | 70 | —  | 6  | —  |           | Slaves and Masters      |
| 1991                                                     | "Love Conquers All"                                                                                  | 57 | —  | —  | —  |           | Slaves and Masters      |
| 1995                                                     | "Black Night" (nový mix)                                                                             | 66 | —  | —  | —  |           |                         |
| "—" označuje nahrávky, které se neumístily v žebříčcích. | |    |    |    |    |           |                         |

- "Highway Star"[10]